# Anachalcos aurescens
Anachalcos aurescens là một loài bọ cánh cứng trong họ Bọ hung (Scarabaeidae).